# ميرون غيتنيت
ميرون غيتنيت (بالإنجليزية: Meron Getnet)‏ هي مُمثلة وناشطة سياسية وصحفية وشاعرة إثيوبية، كانت المُمثلة تنتقد حكومة إثيوبيا بسبب تلفيق خطابات الكراهية خلال فترة تولي ميليس زيناوي منصبه. اشتهرت المُمثلة أكثر بعد أداءها شخصية «ميازا أشنافي» في فيلم «ديفرت».

## مسارها
بدأت ميرون غيتنيت مسارها الفني سنة 2013، حين لعبت دور البطولة في المُسلسل التلفزيوني الدرامي الإثيوبي «دانا» بأدائها دور مُراسلة تدعى «هلينا».
ظهرت ميرون لأول مرة في عالم السينما في فيلم «ديفرت» سنة 2014، حيث لعبت دور «ميازا أشنافي»، هذه الأخيرة هي مُحامية تُحارب بشدة التقاليد الأبوية.
في سبتمبر 2014، وخلال اللحظات الأخيرة قبل العرض الأولي لفيلم ديفرت في أديس أبابا، أُلغي العرض فجأة بأمر من المحكمة يقضي بمنع عرض الفيلم في إثيوبيا. كان الجمهور وأيضا ميرون التي كانت حاضرة، كانوا مذهولين من الأمر.

## أعمالُها
| السنة | عنوان الفيلم | الدور        |
| ----- | ------------ | ------------ |
| 2014  | ديفرت        | ميازا أشنافي |
| 2015  | يتكيفليبيت   |              |
| 2015  | تيرافيكوا    |              |

| السنة | عُنوان المُسلسل   | الشخصية |
| ----- | --------------- | ------- |
| 2013  | دانا            | هيلينا  |
| 2014  | Live @ Sundance | نفسها   |

## روابط خارجية
ميرون غيتنيت على موقع IMDb (الإنجليزية)
- ميرون غيتنيت على موقع ألو سيني (الفرنسية)
- ميرون غيتنيت على موقع قاعدة بيانات الفيلم (الإنجليزية)